# Lliga ACB 2010/11
La temporada 2010/11 de la lliga ACB de bàsquet començà el 30 de setembre de 2010. El campió de la competició fou el FC Barcelona, que va vèncer a la final el Bizkaia Bilbao Basket. Els equips descendits a la lliga LEB Oro van ser el CB Granada i el Menorca Bàsquet.

## Lliga regular
| Pos | Equip                       | J  | G  | P  | PF   | PC   |
| --- | --------------------------- | -- | -- | -- | ---- | ---- |
| 1   | Regal FC Barcelona          | 34 | 27 | 7  | 2614 | 2245 |
| 2   | Real Madrid CF              | 34 | 26 | 8  | 2629 | 2401 |
| 3   | Power Electronics València  | 34 | 24 | 10 | 2570 | 2414 |
| 4   | Caja Laboral Baskonia       | 34 | 23 | 11 | 2693 | 2509 |
| 5   | Gran Canaria 2014           | 34 | 21 | 13 | 2560 | 2450 |
| 6   | Bizkaia Bilbao Basket       | 34 | 21 | 13 | 2643 | 2514 |
| 7   | Ayuda en Acción Fuenlabrada | 34 | 20 | 14 | 2611 | 2580 |
| 8   | Unicaja Málaga              | 34 | 19 | 15 | 2582 | 2461 |
| 9   | Blancos de Rueda Valladolid | 34 | 18 | 16 | 2465 | 2462 |
| 10  | CAI Zaragoza                | 34 | 16 | 18 | 2551 | 2641 |
| 11  | Cajasol Sevilla             | 34 | 16 | 18 | 2513 | 2499 |
| 12  | Asefa Estudiantes           | 34 | 16 | 18 | 2476 | 2540 |
| 13  | DKV Joventut Badalona       | 34 | 14 | 20 | 2586 | 2827 |
| 14  | Lagun Aro GBC               | 34 | 12 | 22 | 2510 | 2594 |
| 15  | Suzuki Manresa              | 34 | 10 | 24 | 2222 | 2428 |
| 16  | Meridiano Alacant           | 34 | 9  | 25 | 2348 | 2461 |
| 17  | CB Granada                  | 34 | 7  | 27 | 2351 | 2627 |
| 18  | Menorca Bàsquet             | 34 | 7  | 27 | 2325 | 2596 |

## Equip de la temporada
| Posició    | Jugador               | Equip              |
| ---------- | --------------------- | ------------------ |
| Base       | Marcelinho Huertas    | Caja Laboral       |
| Escorta    | Jaycee Carroll        | Gran Canaria 2014  |
| Aler       | Fernando San Emeterio | Caja Laboral       |
| Aler pivot | Nik Caner-Medley      | Asefa Estudiantes  |
| Pivot      | Ante Tomić            | Real Madrid CF     |
| Entrenador | Xavi Pascual          | Regal FC Barcelona |

## Jugador del mes
| Mes      | Jornades | Jugador          | Equip                      | Valoració |
| -------- | -------- | ---------------- | -------------------------- | --------- |
| Octubre  | 1-5      | Carlos Suárez    | Real Madrid CF             | 22,4      |
| Novembre | 6-9      | Stanko Barać     | Caja Laboral               | 24,5      |
| Desembre | 10-13    | Víctor Claver    | Power Electronics València | 18,8      |
| Gener    | 14-19    | Carl English     | DKV Joventut Badalona      | 27,25     |
| Febrer   | 20-22    | Nik Caner-Medley | Asefa Estudiantes          | 26,7      |
| Març     | 23-27    | Nik Caner-Medley | Asefa Estudiantes          | 22,4      |
| Abril    | 28-31    | Nik Caner-Medley | Asefa Estudiantes          | 23,75     |
| Maig     | 32-34    | Jaycee Carroll   | Gran Canaria 2014          | 23        |

## Play-offs

### Quarts de final
| 1 | Regal FC Barcelona | 2 | 0 | Unicaja Málaga | 8 |
| - | ------------------ | - | - | -------------- | - |

| Equip Local        | Resultat | Equip Visitant     |
| Regal FC Barcelona | 76-65    | Unicaja Málaga     |
| Unicaja Málaga     | 52-84    | Regal FC Barcelona |

| 4 | Caja Laboral Baskonia | 2 | 0 | Gran Canaria 2014 | 5 |
| - | --------------------- | - | - | ----------------- | - |

| Equip Local           | Resultat | Equip Visitant        |
| Caja Laboral Baskonia | 86-82    | Gran Canaria 2014     |
| Gran Canaria 2014     | 76-93    | Caja Laboral Baskonia |

| 2 | Real Madrid CF | 2 | 0 | Baloncesto Fuenlabrada | 7 |
| - | -------------- | - | - | ---------------------- | - |

| Equip Local            | Resultat | Equip Visitant         |
| Real Madrid CF         | 93-72    | Baloncesto Fuenlabrada |
| Baloncesto Fuenlabrada | 55-68    | Real Madrid CF         |

| 3 | Power Electronics València | 0 | 2 | Bizkaia Bilbao Basket | 6 |
| - | -------------------------- | - | - | --------------------- | - |

| Equip Local                | Resultat | Equip Visitant             |
| Power Electronics València | 72-79    | Bizkaia Bilbao Basket      |
| Bizkaia Bilbao Basket      | 79-75    | Power Electronics València |

### Semifinals
| 1 | Regal FC Barcelona | 3 | 0 | Caja Laboral | 4 |
| - | ------------------ | - | - | ------------ | - |

| Equip Local        | Resultat | Equip Visitant     |
| Regal FC Barcelona | 86-71    | Caja Laboral       |
| Regal FC Barcelona | 78-62    | Caja Laboral       |
| Caja Laboral       | 61-71    | Regal FC Barcelona |

| 2 | Real Madrid CF | 1 | 3 | Bizkaia Bilbao Basket | 6 |
| - | -------------- | - | - | --------------------- | - |

| Equip Local           | Resultat | Equip Visitant        |
| Real Madrid CF        | 78-67    | Bizkaia Bilbao Basket |
| Real Madrid CF        | 66-71    | Bizkaia Bilbao Basket |
| Bizkaia Bilbao Basket | 68-51    | Real Madrid CF        |
| Bizkaia Bilbao Basket | 80-72    | Real Madrid CF        |

### Final
| 1 | Regal FC Barcelona | 3 | 0 | Bizkaia Bilbao Basket | 6 |
| - | ------------------ | - | - | --------------------- | - |

| Equip Local           | Resultat | Equip Visitant        |
| Regal FC Barcelona    | 74-64    | Bizkaia Bilbao Basket |
| Regal FC Barcelona    | 74-67    | Bizkaia Bilbao Basket |
| Bizkaia Bilbao Basket | 55-64    | Regal FC Barcelona    |

## Quadre resum
|  | Quarts de final | Quarts de final        | Quarts de final       |                       |                   | Semifinals         | Semifinals | Semifinals |  |  | Final | Final              | Final |
|  |                 |                        |                       |                       |                   |                    |            |            |  |  |       |                    |       |
|  | 1               | Regal FC Barcelona     | 2                     |                       |                   |                    |            |            |  |  |       |                    |       |
|  | 8               | Unicaja Màlaga         | 0                     |                       |                   |                    |            |            |  |  |       |                    |       |
|  | 8               | Unicaja Màlaga         | 0                     |                       | 1                 | Regal FC Barcelona | 3          |            |  |  |       |                    |       |
|  |                 |                        |                       |                       | 1                 | Regal FC Barcelona | 3          |            |  |  |       |                    |       |
|  |                 | 4                      | Caja Laboral          | 0                     |                   |                    |            |            |  |  |       |                    |       |
|  | 4               | 4                      | Caja Laboral          | 0                     | Caja Laboral      | 2                  |            |            |  |  |       |                    |       |
|  | 4               |                        |                       |                       | Caja Laboral      | 2                  |            |            |  |  |       |                    |       |
|  | 5               | Gran Canaria 2014      | 0                     |                       |                   |                    |            |            |  |  |       |                    |       |
|  |                 |                        |                       |                       |                   |                    |            |            |  |  | 1     | Regal FC Barcelona | 3     |
|  |                 |                        | 6                     | Bizkaia Bilbao Basket | 0                 |                    |            |            |  |  |       |                    |       |
|  | 2               | Reial Madrid CF        | 2                     |                       |                   |                    |            |            |  |  |       |                    |       |
|  | 7               | Baloncesto Fuenlabrada | 0                     |                       |                   |                    |            |            |  |  |       |                    |       |
|  | 7               | Baloncesto Fuenlabrada | 0                     |                       | 2                 | Reial Madrid CF    | 1          |            |  |  |       |                    |       |
|  |                 |                        |                       |                       | 2                 | Reial Madrid CF    | 1          |            |  |  |       |                    |       |
|  |                 | 6                      | Bizkaia Bilbao Basket | 3                     |                   |                    |            |            |  |  |       |                    |       |
|  | 3               | 6                      | Bizkaia Bilbao Basket | 3                     | Power E. València | 0                  |            |            |  |  |       |                    |       |
|  | 3               |                        |                       |                       | Power E. València | 0                  |            |            |  |  |       |                    |       |
|  | 6               | Bizkaia Bilbao Basket  | 2                     |                       |                   |                    |            |            |  |  |       |                    |       |

| Campió de la Lliga ACB 2010-11 |
| ------------------------------ |
| Regal FC Barcelona Setzè títol |